# James Avery (acteur)
Pour les articles homonymes, voir James Avery et Avery.
James LaRue Avery Sr., dit James Avery, est un acteur et producteur américain né le 27 novembre 1945 à Pughsville, en Virginie, aux États-Unis, et mort le 31 décembre 2013 à Glendale, en Californie, aux États-Unis.
De formation classique, il est surtout connu pour avoir joué le rôle d'Oncle Phil, travaillant dans un prestigieux cabinet d'avocats dans la série Le Prince de Bel-Air.

## Biographie

### Vie personnelle
Il s'engage dans la marine américaine après avoir obtenu son diplôme d'études secondaires et il sert dans la guerre du Viêt Nam de 1968 à 1969. Après avoir quitté les forces armées, il déménage à San Diego et commence à écrire des scénarios à la télévision et de la poésie pour le Public Broadcasting Service (PBS). Il gagne un Emmy pour ses travaux à PBS et l'université de Californie à San Diego lui remet une bourse. Il y obtient un baccalauréat des arts en théâtre et en littérature. En plus de sa célébrité dans les comédies situationnelles, il fait de l'interprétation des voix dans plusieurs dessins animés, notamment Les Tortues Ninja en 1987 pour la voix de Shredder. Il est l'animateur principal de Going Places, une série de voyages et d'aventures sur PBS.
Barbara, la femme d'Avery, est le doyen de l'université Loyola Marymount en Californie.

### Mort
James Avery meurt le 31 décembre 2013 à Los Angeles, en Californie, des suites de complications après une opération cardiaque.

## Filmographie

### Comme acteur

#### Cinéma
- 1980 : Les Blues Brothers (The Blues Brothers) de John Landis : Man dancing outside Ray's shop
- 1980 : Le Diable en boîte (The Stunt Man) de Richard Rush : Man Playing Pinball (non crédité)
- 1985 : Fletch aux trousses (Fletch) de Michael Ritchie : détective #2
- 1985 : Appointment with Fear (en) d'Alan Smithee : Connors
- 1986 : The Ladies Club (en) de Janet Greek (en) : Joe
- 1986 : Stoogemania (en) de Chuck Workman : Gulch
- 1986 : Extremities de Robert M. Young : Sécurité garde
- 1986 : Huit millions de façons de mourir (8 Million Ways to Die) de Hal Ashby : Député D.A.
- 1987 : Jake's M.O. de Harry Winer : Abel Barnes
- 1987 : Deadly Daphne's Revenge de Richard Gardner : Police Détective
- 1987 : Body Count (en) de Ruggero Deodato
- 1987 : Three for the Road (en) de Bill L. Norton : Clarence
- 1987 : Nightflyers : Darryl
- 1988 : Plein Pot (License to Drive) de Greg Beeman : Les' DMV Examiner
- 1991 : Beastmaster 2: Through the Portal of Time de Sylvio Tabet (en) : Caberly
- 1991 : Un cri du cœur (Shout) : Midnight Rider (voix)
- 1991 : The Linguini Incident de Richard Shepard : Phil
- 1993 : Little Miss Millions (en) de Jim Wynorski : Agent Noah Hollander
- 1993 : Simple Justice (TV) : Charles Hamilton Houston
- 1995 : La Tribu Brady (The Brady Bunch Movie) de Betty Thomas : Mr Steve Yeager
- 1996 : Spirit Lost (en) de Neema Barnette (en) : Dr Glidden
- 1998 : 12 Bucks (it) de Wayne Isham (en) : Slow
- 1999 : Out in Fifty de Bojesse Christopher et Scott Leet : Cappy
- 1999 : After Romeo :
- 2000 : Dancing in September : Mr Warner
- 2001 : Chasing Sunsets : Mr Burken
- 2001 : Honeybee : Larry Dukes
- 2001 : Docteur Dolittle 2 (Dr. Dolittle 2) : Eldon
- 2002 : Wheelmen : vice-président
- 2004 : Trouve ta voix : Mr Gantry
- 2004 : Hair Show : Seymour Gold
- 2005 : Lethal Eviction : Gus
- 2005 : The Third Wish : George
- 2005 : A Christmas Wish : Saint
- 2006 : Ma famille d'abord : professeur Thillmann
- 2007 : Who's Your Caddy? de Don Michael Paul : Caddy Mack
- 2011 : Transformers 3 : Silverbot (voix)
- 2014 : Le Rôle de ma vie (Wish I Was Here) de Zach Braff : le deuxième acteur à l'audition

#### Télévision
- 1983 : Antoine et Cléopâtre : Mardian
- 1984 : Going Bananas : Hank
- 1977 : ABC Weekend Specials : Jirimpimbira (1984-) (voix)
- 1985 : Kicks : Stanley
- 1984 : Shérif, fais-moi peur : Charlie (Saison 7 épisode 7)
- 1985 : Space (en) : Jean-Marie
- 1985 : Rock 'n' Wrestling : The Junkyard Dog (animated segments) (voix)
- 1986 : Chuck Norris: Karate Kommandos : Additional Voices (voix)
- 1986 : Rambo : Turbo (voix)
- 1986 : Samaritan: The Mitch Snyder Story : Hank Dudney
- 1986 : Condor, Los Angeles 1999 : Cas
- 1986 : Sunday Drive : Oliver
- 1987 : Tortues Ninja : The Shredder (Oroku Saki)
- 1987 : La loi est la loi (Jake and the Fatman) :
- 1987 : Tueur du futur (Timestalkers) : Blacksmith
- 1987 : Les Tortues Ninja (Teenage Mutant Ninja Turtles) : Shredder (1987-1994) (voix)
- 1989 : Full Exposure: The Sex Tapes Scandal : Earl
- 1989 : Roe vs. Wade (en) :
- 1989 : FM : Quentin Lamoreaux
- 1989 : Ascenseur pour le passé (Turn Back the Clock) : Physical Therapist
- 1990 : Teenage Mutant Ninja Turtles: The Cufflink Caper : Shredder (voix)
- 1990 : To My Daughter (TV) :
- 1990-1996 : Le Prince de Bel-Air (« The Fresh Prince of Bel-Air ») : Philip Banks
- 1993 : Without Warning: Terror in the Towers : Fred Ferby
- 1994 : Hart to Hart: Old Friends Never Die : Chess Player
- 1994 : Aladdin : Haroud Hazi Bin (voix)
- 1994 : Mortel Rendez-vous (A Friend to Die For) : agent Gilwood
- 1994 : Iron Man: War Machine / James R. « Rhodey » Rhodes (I) (1994-1995) (voix)
- 1991 : Teenage Mutant Ninja Turtles: Planet of the Turtleoids : Shredder
- 1991 : La Légende de Prince Vaillant (The Legend of Prince Valiant) : Sir Bryant (voix)
- 1996 : Sparks : Alonzo Sparks
- 1996 : Captain Simian & The Space Monkeys : Gor-illa (voix)
- 1997 : Pepper Ann : Mr Clapper (voix)
- 1998 : You Lucky Dog : Calvin
- 1998 : Cousin Skeeter (apparition 1er épisode : « les dangers du changement de personnalité ») : Mr Pitcher
- 1998 : The Advanced Guard : Fred, Captive Security Guard
- 1999 : King's Pawn : Cecil
- 2000 : Alien Evolution (Epoch) : Dr Solomon Holt
- 2001-2002 : Aux portes du cauchemar : R. L. Stine (voix)
- 2002 : Nancy Drew, journaliste-détective  : prof. Shifflin
- 2002 : Zola dans Charmed
- 2003 : That '70s Show : l'agent Kennedy (06x09-10-17)
- 2005-2007 : The Closer : L.A. enquêtes prioritaires : docteur Crippen (récurrent saisons 1-2-3)
- 2005 : Ma famille d'abord (My Wife and Kids) : Professeur Tillman (saison 5, épisode 13)
- 2006 : Take 3 de Georgette Hayden (téléfilm) : juge Sanderson
- 2012 : Grey's Anatomy : Sam (saison 8, épisode 17)
- 2013 : Le Labyrinthe de l'injustice (Hunt for the Labyrinth Killer) : le juge Parsons

### Comme producteur
- 2004 : The Guerrero Project